# فرنی و زویی
فرانی و زویی یا فرَنی و زویی (انگلیسی: Franny and Zooey) عنوان کتابی از نویسندهٔ آمریکایی، جِروم دیوید سَلینجر است که در سال ۱۹۶۱ به چاپ رسید. این کتاب شامل دو داستان دربارهٔ شخصیت‌های خیالیِ خانوادهٔ گلَس (Glass) است.

## داستان‌ها
این کتاب شامل دو داستان کوتاه به نام‌های فرانی و زویی است.
داستان اول: فرانی، شرح ملاقات آخر هفتهٔ فرانی گلَس، کوچک‌ترین عضو خانوادهٔ گلَس با دوست‌پسرش لین کاتل است. فرانی ادبیات می‌خواند و مانند سایر فرزندان خانوادهٔ گلَس علاقهٔ خاصی به عرفان شرقی دارد. او در پی خواندن یک کتاب عرفانی، دست‌به‌گریبان یک بحران روحی/عرفانی شده‌است.
داستان دوم: زویی، زمانی را به تصویر می‌کشد که فرانی از دانشگاه به خانه برگشته و اعضای خانواده‌اش، هر یک به شیوهٔ خود، برای بهبود فرانی تلاش می‌کنند. زویی، برادر بزرگترِ فرانی، که بازیگری ۲۵ساله است، در این داستان نقش پررنگ و مؤثری دارد. سایر اعضای خانوادهٔ گلَس نیز در این داستان تا حدود زیادی معرفی و شناخته می‌شوند. سیمور گلَس، برادر ارشد خانوادهٔ گلَس، که به‌نوعی پیامبر و قدیس خانواده محسوب می‌شود و چند سال پیش خودکشی کرده‌است. بادی، فرزند دوم خانواده، که بعد از سیمور نقشی حیاتی در راهبری فرزندان کوچکتر ایفا می‌کند. او در حالتی رهبانی و در گوشه‌ای پرت زندگی و در یک مدرسهٔ عالی دخترانه تدریس می‌کند. بعد از او هم یک دختر و دوقلوهای پسری قرار دارند که به نسبت سایرین نقش کم‌رنگتری در داستان‌های سَلینجر دارند. خانوادهٔ گلَس در سایر داستان‌های سَلینجر نیز حضور دارند؛ گرچه او به دنبال ارائهٔ تصویر کاملی از این خانواده نیست.

## ترجمه
ترجمهٔ فارسی این کتاب در ایران با سه ترجمهٔ متفاوت به چاپ رسیده‌است:
- ترجمهٔ علی شیعه علی و زهرا میرباقری، به‌چاپ‌رسیده توسط نشر سبزان بایگانی‌شده  در ۲۷ آوریل ۲۰۱۴ توسط Wayback Machine؛
- ترجمهٔ میلاد زکریا، به‌چاپ‌رسیده توسط نشر مرکز؛
- ترجمهٔ امید نیک‌فرجام، به‌چاپ‌رسیده توسط انتشارات نیلا.

فیلم پری از داریوش مهرجویی، براساس این کتاب ساخته شده‌است.